# Kijowice
Kijowice (deutsch: Vogelgesang) ist ein Ort in der Stadt- und Landgemeinde Bierutów im Powiat Oleśnicki der Woiwodschaft Niederschlesien in Polen.

## Geographie
Das Straßendorf Kijowice liegt einen Kilometer westlich von Bierutów (Bernstadt), 15 Kilometer südöstlich von Oleśnica (Oels) und 45 Kilometer östlich von Breslau in der Schlesischen Tiefebene am rechten Ufer der Widawa (Weide). Nördlich von Kijowice befinden sich weitläufige Waldgebiete.
Nachbarorte von Kijowice sind im Osten Bierutów (Bernstadt) und im Süden Kruszowice (Kunzendorf).

## Geschichte

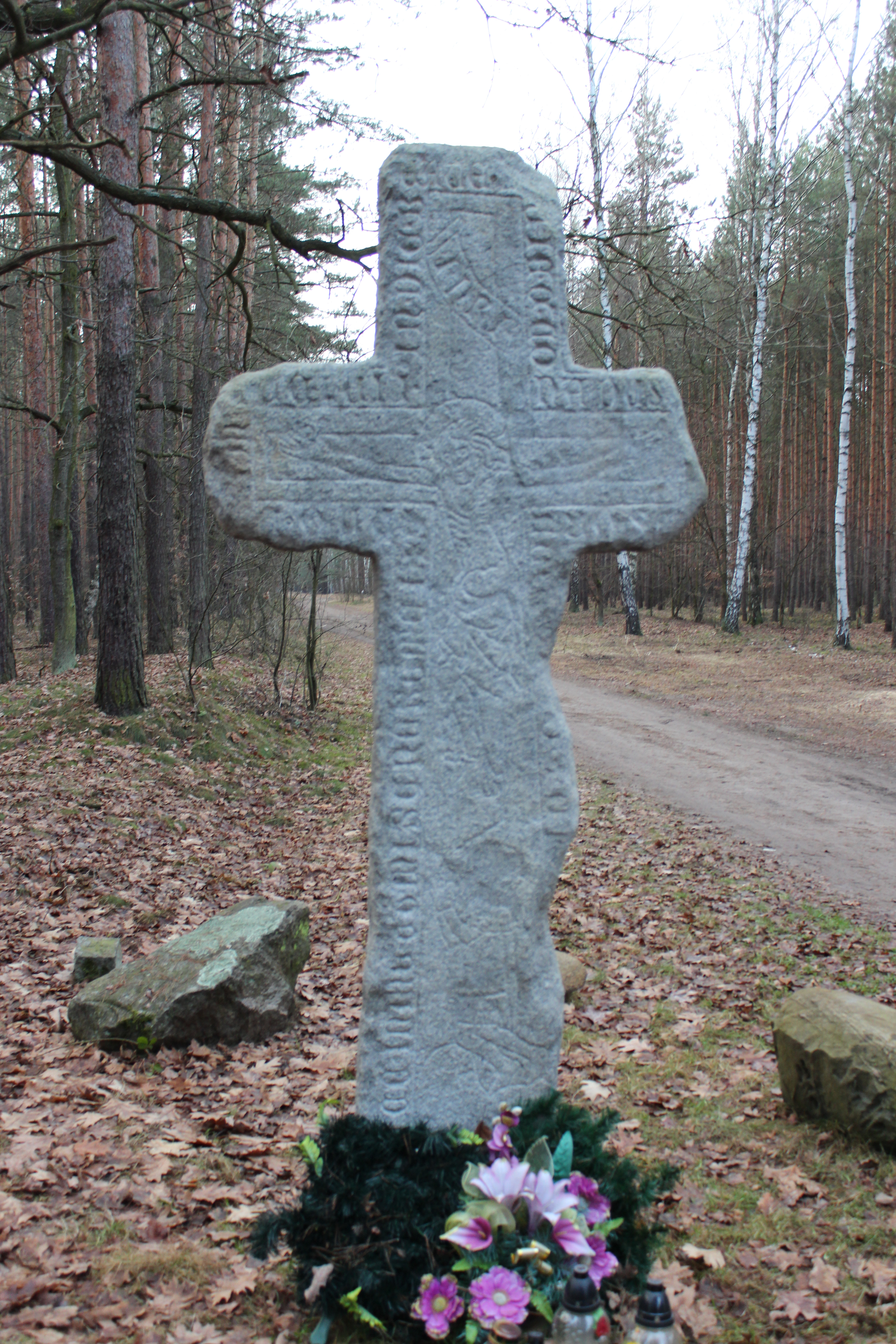
Sühnekreuz von Kijowice

Nach dem Ersten Schlesischen Krieg 1742 fiel Vogelgesang zusammen mit dem größten Teil Schlesiens an Preußen.
Nach der Neugliederung Preußens gehörte die Landgemeinde Vogelgesang ab 1815 zur Provinz Schlesien und war ab 1816 dem Landkreis Oels eingegliedert. 1874 wurde der Amtsbezirk Kunzendorf gebildet, dem die Landgemeinden Kunzendorf, Langenhof, Patschkey, Taschenberg und Vogelgesang sowie die Gutsbezirke Bernstadt Vorstadt, Kunzendorf, Langenhof, Patschkey und Vogelgesang eingegliedert wurden. 1885 wurden 132 Einwohner gezählt. 1933 waren es 128 und 1939 111 Einwohner.
Als Folge des Zweiten Weltkrieges fiel Vogelsang mit dem größten Teil Schlesiens an Polen und wurde nachfolgend in Kijowice umbenannt. Die einheimische deutsche Bevölkerung wurde – soweit sie nicht schon vorher geflohen war – vertrieben. Die neu angesiedelten Bewohner waren teilweise Zwangsausgesiedelte aus Ostpolen, das an die Sowjetunion gefallen war. Von 1945 bis 1950 gehörte Kijowice zur Woiwodschaft Schlesien.

## Sehenswürdigkeiten
- Das Sühnekreuz wurde vermutlich im 14. Jahrhundert errichtet und ist aus Granit gehauen.[3]

- Ruine des ehemaligen Gutshauses
- Ehemaliger jüdischer Friedhof
- Steinerne Wegekapelle mit Mariensäule